# Mathurin Boux
Mathurin Boux, seigneur du Teil et de La Varenne, fut maire de Nantes de 1648 à 1649. Il était conseiller du roi et conseiller-maître à la Chambre des comptes de Bretagne.

## Biographie
Il est le fils de François Boux, seigneur du Teil, conseiller au présidial de Nantes, et de Françoise Drouet, ainsi que le petit-fils de François Boux (v. 1512-1573), doyen de la Faculté de médecine de Nantes, et le petit-neveu de Geoffroy Drouet. Il épouse Françoise Ménardeau, dame de la Bouchetière, fille de Pierre Ménardeau, sieur de La Mitterie, maître en la Chambre des comptes de Bretagne, et de Marguerite de Marquès, dame de La Bouchetière, et cousine de René Mesnardeau. Il est le beau-père de Louis de Bruc, garde des sceaux de la chancellerie du Parlement de Bretagne, et de Joseph Rousseau de Saint-Aignan, président de la Chambre des comptes de Bretagne.